# Finn-tóvidék
A Finn-tóvidék vagy Finn-tóhátság nagytáj Finnországban, a Balti-ősföld részét képező Finn-Karjalai tönk területén. Az ország legjellegzetesebb tája. A terület a Föld tavakban leggazdagabb nagytája, ahol a tavak aránya (a terület kb. 1/3-a) is kiemelkedő.

## Fekvése
A Finn-tóvidéket a jégkori végmorénákból felépülő magasabb hátságok (finnül: selkäk) veszik körbe. Északról a Suomenselkä (Finn-hátság), délről pedig a Salpausselkä határolja.

## Kialakulása
A terület kialakításában a fő szerepet a jégkorszakban terjeszkedő jégtakaró játszotta. Az előrenyomuló-visszahúzódó jég és a magával szállított hordalékok koptató, csiszoló munkája egyenetlen felszínt hozott létre. Az utolsó jégkorszak végével (kb. Kr. e. 10000) a jég ismét északra húzódott, az általa formált felszín így szabaddá vált. A kisebb-nagyobb mélyedéseket az olvadó jég vize töltötte fel. A jégtakaró eltűnésével megindult a felszín lassú emelkedése, hiszen korábban a több ezer méter vastag jég a litoszférát jobban belepréselte az asztenoszférába. A mai Balti-tenger helyén kialakult édesvízű Ancylus-tó létezésével egyidőben (kb. Kr. e. 6000-5000) a Finn-tóvidék mai medencéjét egy hatalmas, összefüggő vízfelület, a Finn-központi-tó töltötte ki. A tónak észak felé volt lefolyása, ám a felszín nem egyenletes emelkedése miatt (az északnyugati területek gyorsabban emelkedtek) a medence délkelet felé kibillent. A tó vize is erre, a mai Kymi folyó völgyén keresztül folyt le. A tó vízszintjének csökkenésével egyre több terület vált szárazulattá, a tó kisebb részmedencékre tagolódott. A több ezer évig tartó folyamat során a tavak egyre kisebbek és sekélyebbek lettek, bennük egyre több és nagyobb sziget alakult ki. Így jött létre a terület mai, egymásba kapcsolódó kusza tórendszerekből és számtalan kisebb-nagyobb szigetből álló felszíne.

## Ásványkincsei
A Finn-tóvidék legfőbb ásványkincse a rézérc, amit Autokumpu közelében hidrotermás telérből 300 m mélységből nyernek ki. A bányászat melléktermékeként vasat, ónt és cinket is felszínre hoznak. Pyhäsalaminál szintén rezet, Joensuunál uránt, Mikkelinél pedig nikkelércet bányásznak.

## Éghajlata
A Finn-tóvidék a hideg mérsékelt övben fekszik, éghajlata tajga. A nyár hűvös (16-17 °C havi középhőmérséklet), a tél hideg (-7—8 °C havi középhőmérséklet), a csapadék (500–600 mm) jelentős része hó formájában hullik. Természetes növényzete a fenyőerdő.

## Vízrajza

A Saimaa-csatorna térképe

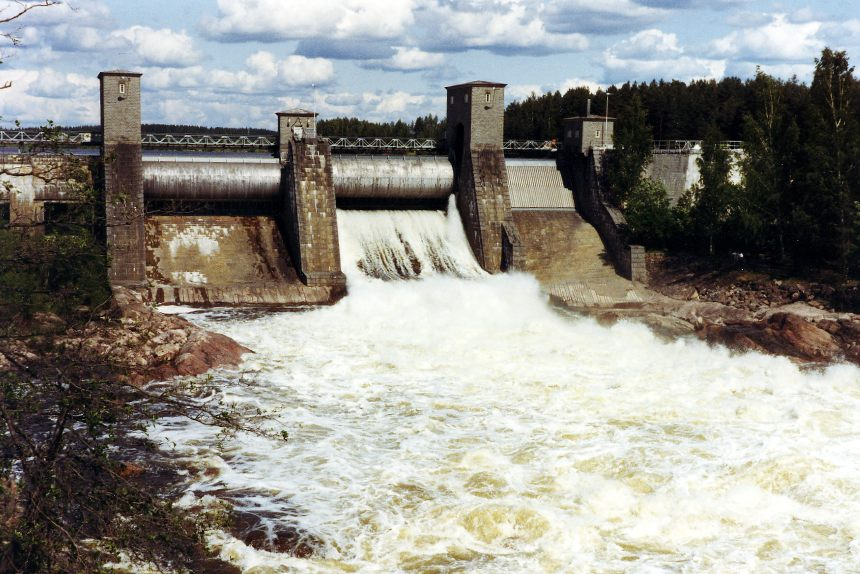
Vízerőmű az Imatra-vízeséseknél

A Finn-tóvidéken tipikus folyókat alig találunk, a tavakat leginkább a mindössze néhány ezer éves, rövid, nagy esésű, vízesésekben és sellőkben gazdag vízfolyások kötik össze. A tóvidék tavai általában sekélyek, mélységük 5–20 m. Legmélyebb a Päijänne 93 méterrel. A terület délkelet felé történő kibillenése miatt a legnagyobb tavak a táj délkeleti részén, a Salpuselkä végmorénája által elgátolt területen alakultak ki. A Finn-tóvidék legnagyobb tórendszere a Saimaa (4400 km², ebből maga a Saimaa-tó 1377 km²), melynek vizét a Vuoksi folyó több zuhatagon keresztül vezeti le a Ladoga-tóba. A több lépcsőből álló, összesen 18 méter magas Imatra-vízeséseknél a medert vízerőművek miatt a folyó kénytelenm elhagyni. A Finn-öböllel az 59 km hosszú, 1856-ban átadott Saimaa-csatorna köti össze. A középső terület legnagyobb tava a Päijänne (1081 km²) vizét a Kymi folyó juttatja el a Finn-öbölbe. A délnyugati Näsi-tó (275 km²) vizét a Kokemäen a Botteni-öbölbe viszi. Északon a cikkcakkos partvonalú Kallavesi-tó (473 km²)a legnagyobb, melynek medencéjét a változatos gránit- és gneiszszigetek tagolják.
A tavakat helyenként ózok választják el egymástól. A Pyynikki-óz által elválasztott Näsi- (95 m) és Pyhä-tó (77 m) vízszintje közötti jelentős szintkülönbséget leküzdő Tammerkoski folyó energiáját szintén vízerőmű használja ki, mely a közeli Tampere iparát indította fejlődésnek. A Punkaharju-óz 20-25 méter magas töltése 7 km hosszan áthalad a Puruvesi-tavon, ami a rajta kiépített utaknak és vasútvonalnak köszönhetően megkönnyítette Savonlinna megközelítését.

## A legnagyobb tavak
Az ország 12 legnagyobb tava közül 10 a Finn-tóvidéken található.
| Tó neve     | Mérete (km²) |
| ----------- | ------------ |
| Saimaa      | 1377         |
| Päijänne    | 1081         |
| Pieninen    | 894          |
| Pihlajavesi | 713          |
| Orivesi     | 601          |
| Haukivesi   | 562          |
| Keitele     | 494          |
| Kallavesi   | 473          |
| Puruvesi    | 421          |
| Pyhäselkä   | 361          |